# 7 Cancri
7 Cancri, som är stjärnans Flamsteed-beteckning, är en ensam stjärna, belägen i den östra delen av stjärnbilden Kräftan. Den har en skenbar magnitud av 6,84 och kräver åtminstone en handkikare för att kunna observeras. Baserat på parallaxmätning enligt Gaia Data Release 2 på ca 5,8 mas, beräknas den befinna sig på ett avstånd på ca 559 ljusår (ca 171 parsek) från solen. Den rör sig bort från solen med en heliocentrisk radialhastighet på ca 2,2 km/s.

## Egenskaper
7 Cancri är en orange till röd jättestjärna av spektralklass gK3 och har förbrukat dess förråd av väte i kärnan och expanderat så att den är större och mer lysande än solen, även om den är svalare. Den har en radie som är ca 12 solradier och utsänder från dess fotosfär ca 65 gånger mera energi än solen vid en effektiv temperatur av ca 4 800 K. 
7 Cancri är en av 220 Flamsteedstjärnor som är för svaga för att kunna ingå i Bright Star Catalog.